# Villar de Corrales
Villar de Corrales es una localidad del municipio leonés de Trabadelo, en la Comunidad Autónoma de Castilla y León. 
La iglesia está dedicada a san Pelagio.

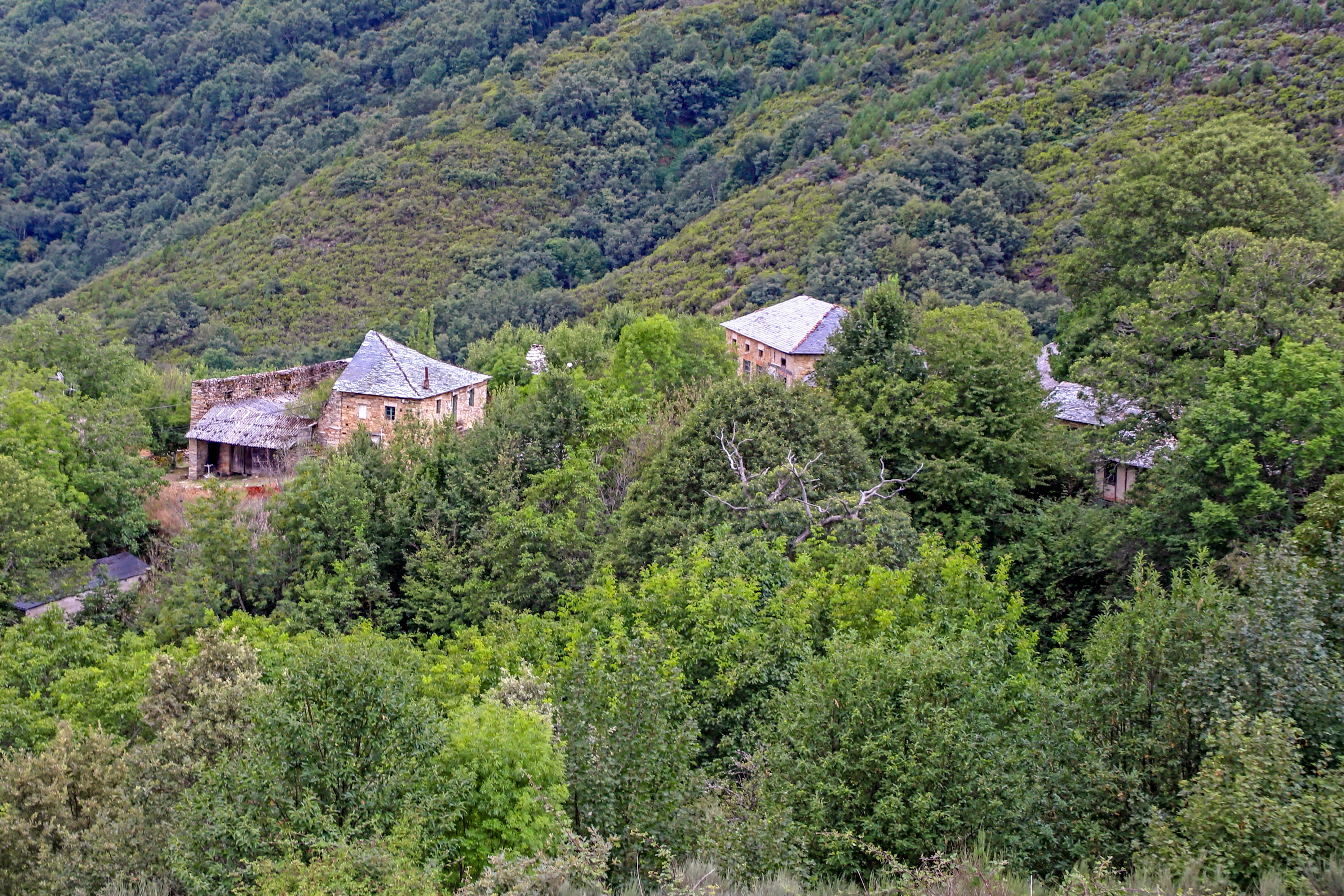
Casas

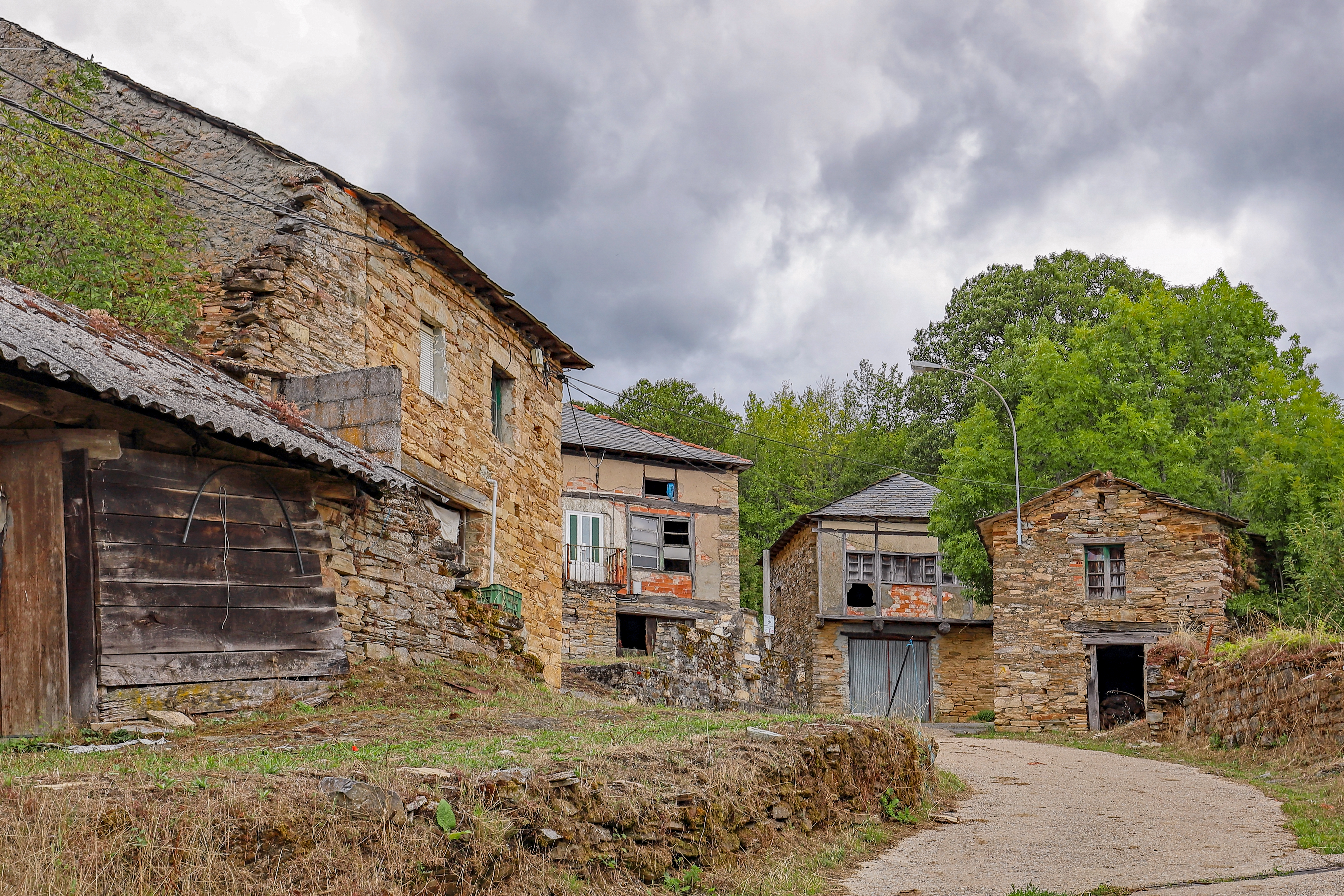
Calle y casas

## Localidades limítrofes
Confina con las siguientes localidades:
- Al norte con San Fiz do Seo.
- Al noreste con Sotoparada.
- Al sureste con Moral de Valcarce.
- Al sur con Cadafresnas.
- Al oeste con Serviz y Güimil.

## Demografía
Evolución de la población
| Gráfica de evolución demográfica de Villar de Corrales entre 2000 y 2017 |
|                                                                          |
| Población de derecho (2000-2017) según el padrón municipal del INE       |